# Polycentropus francavillensis
Polycentropus francavillensis là một loài Trichoptera trong họ Polycentropodidae. Chúng phân bố ở miền Cổ bắc.